# Edmond Ansart
Pour les articles homonymes, voir Ansart.
Edmond-Charles-Philippe Ansart-Rault du Fiesnet, né le 14 novembre 1827 à Paris et mort le 20 septembre 1886 à Outreau, est un homme politique français.

## Biographie
Il fut élu député dans la 1re circonscription de Boulogne-sur-Mer en 1881. Edmond Ansart du Fiesnet siégea parmi les républicains modérés et vota avec la majorité « opportuniste » de la Chambre de 1881. Il se prononça pour le maintien du budget des cultes, contre l'élection du Sénat par le suffrage universel, et vota tous les crédits demandés par le ministère Jules Ferry pour l'expédition du Tonkin. 
Le 4 octobre 1885, Ansart fut porté sur la liste républicaine dans le Pas-de-Calais ; il obtint 75 400 voix ; mais cette liste échoua tout entière, et le dernier de la liste conservatrice, M. de Clercq, fut élu avec 100 914 voix.
Ansart a été président du Conseil général du Pas-de-Calais en 1886.

## Sources
- « Edmond Ansart », dans Adolphe Robert et Gaston Cougny, Dictionnaire des parlementaires français, Edgar Bourloton, 1889-1891 [détail de l’édition]